# Taqlid
El taqlid —àrab: تَقْليد, taqlīd, ‘imitació’, ‘tradició’— és, en la terminologia legal islàmica, la pràctica de seguir les decisions d'una autoritat religiosa sense necessàriament verificar-ne la raó o la base alcorànica. En la teologia islàmica, i segons l'islam ortodox, és acceptable imitar una autoritat religiosa clarament destacada (com ara un ulema) pel que fa a detalls de les lleis religioses (xaria), així com a qüestions d'afers de veneració i personals; en canvi no és acceptable el fet de seguir o imitar les opinions d'erudits pel que fa a temes fonamentals de creença, com sobre l'existència de Déu.
Els xiïtes, en canvi, creuen que després de la gran ocultació (al-Ghaybatu al-Kubra) de l'any 941, els seus practicants "estan obligats a observar el taqlid en els seus afers religiosos."
Sovint, aquesta noció es fa servir per a referir-se a l'adherència a una de les quatre escoles clàssiques (màdhhab) de jurisprudència (fiqh).